# التجارة العالمية للملابس المستعملة

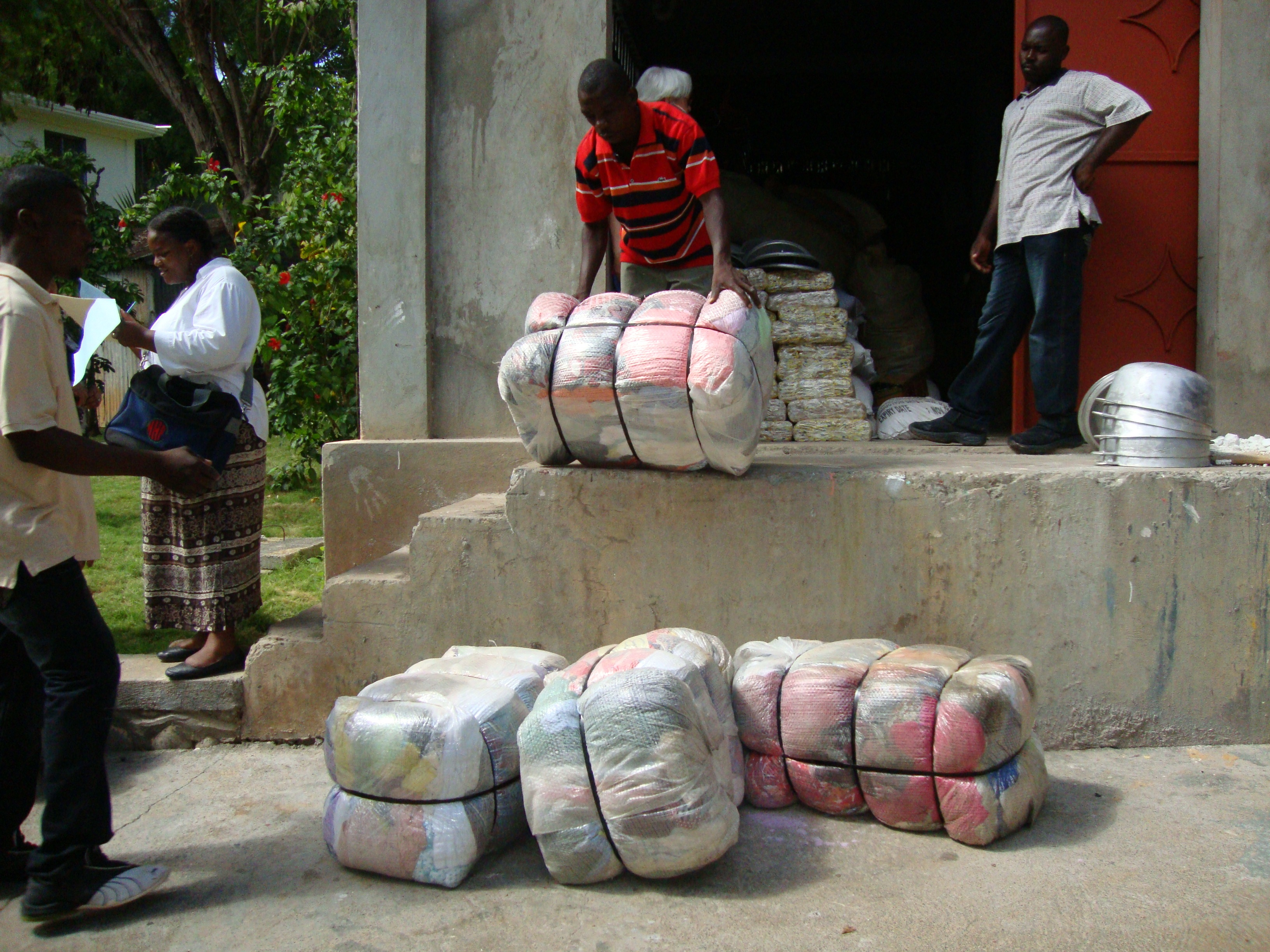
بالات من الملابس المستعملة يتم تفريغها من مستودع في هايتي

تعتبر التجارة العالمية للملابس المستعملة (بالإنجليزية: Global trade of secondhand clothing)‏ صناعة قديمة، وقد سهلتها وفرة الملابس المتبرع بها في الدول الغنية. وتمثل هذه التجارة ما يقرب من 0.5% من إجمالي قيمة الملابس المتداولة في جميع أنحاء العالم، بينما تمثل 10% من حيث الوزن. ومع ذلك، تُشكّل الملابس المستعملة المستوردة -في بعض البلدان- غالبية الملابس المشتراة والمستعملة.
بعد الثورة الصناعية في القرن التاسع عشر، انتشر الإنتاج الضخم للملابس الجديدة على نطاق واسع في بعض البلدان، وخاصة المملكة المتحدة. وفي الوقت نفسه، تجاوز النمو السكاني في بلدان أخرى القدرة التصنيعية المحلية، مما أدى إلى زيادة الطلب على الملابس. وأدى ذلك إلى ازدهار تجارة الملابس المستعملة. اليوم، يتم الحصول على الملابس المستعملة في الغالب من المنظمات الخيرية، والتي تستخدم العائدات لتمويل عملياتها الخيرية الرئيسية. تُعدَّ دول أوروبا وشرق آسيا التي تضم طبقات متوسطة كبيرة أكبر مصدري الملابس المستعملة، في حين أن أكبر المستوردين هم الدول الفقيرة، خاصة في جنوب آسيا وجنوب شرق آسيا وإفريقيا.
في السنوات الأخيرة، واجهت الصناعة تدقيقًا متزايدًا بسبب المخاوف بشأن الاستدامة البيئية والآثار الأخلاقية لنفايات الملابس. وكثيراً ما تُتهم أيضاً بخفض أسعار الملابس في بلدان المقصد، مما يجعل من الصعب على المنتجين المحليين المنافسة. ويقول المدافعون عن هذه الصناعة إنها مع ذلك تُوفّر ملابس بأسعار معقولة للمستهلكين في هذه البلدان وتخلق فرص عمل خارج نطاق إنتاج المنسوجات. وقد حاولت بعض البلدان الحد من واردات الملابس المستعملة أو حظرها لحماية صناعة النسيج المحلية لديها، ولكن هذه التدابير حققت نجاحا متباينا.

## تاريخ
تاريخيًا، كانت الملابس المستعملة وسيلة مهمة للحصول على الملابس، والتي غالبًا ما كانت تتوارثها أجيال عديدة من العائلات. أصبحت تجارة الملابس المستعملة صناعة رئيسية في أوائل القرن التاسع عشر، عندما أدّت الثورة الصناعية إلى النمو السكاني في العديد من البلدان بسرعة كبيرة بحيث لم يتمكن التصنيع المحلي من مواكبة ذلك. كانت المملكة المتحدة وفرنسا من بين أهم مصدري الملابس المستعملة في العالم في هذا الوقت، خاصة إلى أمريكا الشمالية وروسيا. خلال هذا الوقت، كانت هاوندسديتش [الإنجليزية] في لندن موقعًا لسوق كبير للملابس المستعملة، مع "بورصة الملابس القديمة" المخصصة. كان تجار القطاع الخاص يتنقلون من باب إلى باب في لندن للحصول على الملابس المستعملة، ثم يعيدون بيعها بالجملة في البورصة. كان الطلب الخارجي كبيرًا جدًا لدرجة أن أحد المُصدّرين الرئيسيين احتاج إلى حوالي 5000 بدلة أسبوعيًا في عام 1833.
وفي الوقت نفسه، مع ازدياد ثراء الأُسَر البريطانية، بدأ أيضًا التبرع بالملابس المستعملة بكميات كبيرة للأعمال الخيرية. أدت نداءات التبرعات للتخفيف من حدة الفقر في أيرلندا إلى شحن كميات كبيرة إلى ذلك البلد أثناء المجاعة الأيرلندية. كما نظم المُبشّرون شحنات من التبرعات بالملابس إلى المستعمرات البريطانية، وخاصة في إفريقيا الجنوبية.

## نظرة عامة على السوق

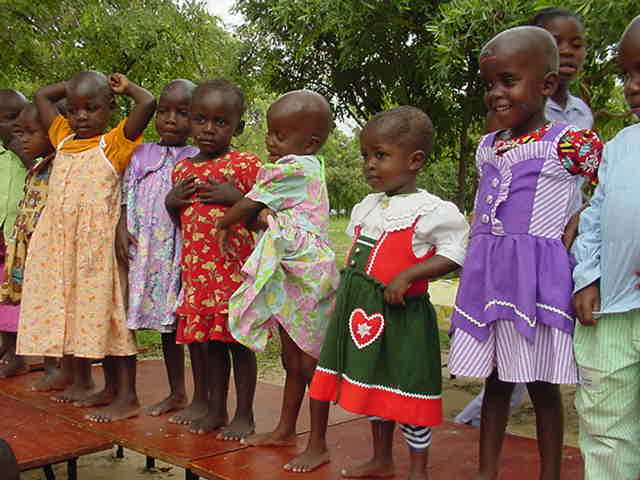

يتم الحصول على التجارة العالمية في الملابس المستعملة بشكل أساسي من المنظمات الخيرية في البلدان الغنية، مثل منظمة أوكسفام، وجيش الخلاص، ومنظمة النوايا الحسنة (Goodwill). وعلى الرغم من أن بعض التبرعات يتم توزيعها مباشرة على السكان الذين يعانون من الأزمات، إلا أن معظمها يتم بيعه، مع استخدام العائدات لدعم العمليات الخيرية الأخرى. يتم بيع كمية صغيرة من التبرعات بالملابس، عادة لا تزيد عن 10%، محليًا. الملابس التي تظل غير مباعة محليًا غالبًا ما يتم بيعها لشركات إعادة تدوير المنسوجات [الإنجليزية]، والتي بدورها تقوم بتصدير المواد إلى البلدان التي لديها سلاسل توريد منسوجات مستعملة. هنا، يتم فرزها وتقييمها وإعادة تدويرها أو التخلص منها في مدافن النفايات أو إعادة بيعها.
وتمثل تجارة الملابس المستعملة نحو 0.5% من قيمة تجارة الملابس الجديدة، ونحو 5% من حيث الوزن. تشير الأرقام الرسمية إلى أن أكبر مستوردي الملابس المستعملة من حيث الوزن في عام 2018 هم باكستان والهند وماليزيا وأنغولا. ومع ذلك، فإن عدم اكتمال جمع البيانات في العديد من البلدان والإبلاغ عن الواردات حسب القيمة وليس الوزن في بلدان أخرى قد يؤدي إلى تشويه دقة هذه الأرقام. وحتى عام 2017، كانت الصين أيضًا وجهة رئيسية لفرز الملابس المستعملة أو إعادة تدويرها أو التخلص منها. ومع ذلك، في ذلك العام، حظرت الصين استيراد الملابس المستعملة. مع ازدياد ثراء الصين، برزت كمصدر مهم لصادرات الملابس، حيث ساهمت بنسبة 6.4% من الإجمالي العالمي في عام 2015.
في الدول الغربية الأكثر ثراء، تحظى الملابس المستعملة بشعبية كبيرة بين الأسواق المتخصصة للمستهلكين المهتمين بالتكلفة أو المهتمين بالبيئة. في المقابل، تعتبر الملابس المستعملة من البلدان الأكثر ثراء مصدرا أساسيا للملابس لكثير من الناس في البلدان النامية. اعتبارًا من عام 2019، أصبحت الولايات المتحدة أكبر مصدري الملابس المستعملة، تليها ألمانيا والمملكة المتحدة والصين. في عام 2006، تم بيع حوالي ربع الملابس التي تم التبرع بها للجمعيات الخيرية في الولايات المتحدة إلى الموزعين في الخارج.

## اتهامات بتشويه السوق
غالبًا ما يكون تصدير الملابس المستعملة إلى البلدان النامية مثيرًا للجدل. ويقول المنتقدون إن ذلك يؤدي إلى انخفاض الأسعار المحلية إلى حد أن صناعات النسيج المحلية في هذه البلدان تصبح غير قادرة على المنافسة. على سبيل المثال، شهدت العديد من بلدان إفريقيا جنوب الصحراء تراجعاً كبيراً في صناعات النسيج لديها منذ التسعينيات. ومع ذلك، يؤكد بعض الاقتصاديين أن هذا كان سيحدث بغض النظر عن السوق المستعملة، لأن الإنتاج المحلي في هذه البلدان غالبًا ما يكون غير فعال، كما أن اتفاقيات التجارة الحرة [الإنجليزية] مع العديد من الدول الآسيوية عرّضتها للمنافسة مع الملابس الجديدة الرخيصة.
يضيف إرث الاستعمار أيضًا بعدًا سياسيًا، حيث تستاء بعض الدول من اعتبارها "مكبًا" للملابس المهملة من قبل القوى الاستعمارية السابقة.
وفي محاولة لحماية صناعة النسيج المحلية، فرضت بعض الدول النامية رسوم جمركية عالية أو حتى حظرًا تامًا على واردات الملابس. على سبيل المثال، تعهدت الدول الأعضاء في مجموعة شرق إفريقيا بحظر الواردات من خارج المنطقة، على الرغم من أن رواندا هي الدولة الوحيدة التي نفذت هذه السياسة حتى الآن. كما فرضت نيجيريا أيضًا العديد من عمليات الحظر والتعريفات الجمركية على مدى العقود القليلة الماضية. حظرت زيمبابوي واردات الملابس المستعملة في الفترة من 2015 إلى 2017، لكنها تخلت عن الحظر لاحقًا عندما أصبح من الواضح أن صناعة النسيج المحلية لا تستطيع التعامل مع الطلب.
حقق حظر استيراد الملابس المستعملة نجاحًا متباينًا بشكل عام. وكثيراً ما يتم التحايل عليها على نطاق واسع، مما يؤدي إلى إنشاء اقتصادات ظل ضخمة. وفي بعض الحالات، حلّت الواردات من الملابس الجديدة الرخيصة، وخاصة من الصين، محل الملابس المستعملة.